# Cuauhtemoczín 2da. Sección
Cuauhtemoczín 2da. Sección är en ort i Mexiko.   Den ligger i kommunen Cárdenas och delstaten Tabasco, i den sydöstra delen av landet, 500 km öster om huvudstaden Mexico City. Cuauhtemoczín 2da. Sección ligger 16 meter över havet och antalet invånare är 181.
Terrängen runt Cuauhtemoczín 2da. Sección är mycket platt. Havet är nära Cuauhtemoczín 2da. Sección norrut. Runt Cuauhtemoczín 2da. Sección är det ganska glesbefolkat, med 45 invånare per kvadratkilometer. Närmaste större samhälle är Agua Dulce, 11,7 km sydväst om Cuauhtemoczín 2da. Sección. I omgivningarna runt Cuauhtemoczín 2da. Sección växer i huvudsak städsegrön lövskog.